# Llavi
|  | Per a altres significats, vegeu «Llavi (desambiguació)». |

Els llavis (del llatí labrum o labium) són un òrgan visible situat a la boca dels humans i molts altres animals. Els llavis són tous, sobresurten i són mòbils, i formen l'obertura per la qual entren els aliments. També tenen una funció erògena en actes com ara els petons o altres gests íntims; una funció tàctil; i tenen un paper en l'articulació de la parla.